# Yintale
Le yintale (ou yintalaing, talai) est une langue tibéto-birmane parlée dans l'est de la Birmanie dans l'État de Kayah.

## Répartition géographique
Le yintale est parlé en Birmanie dans la commune de Bawlakhe située dans l'État de Kayah.

## Classification interne
Le yintale fait partie du groupe des langues karen, qui sont un des groupes constituant les langues tibéto-birmanes.

## Phonologie
Les tableaux montrent l'inventaire des phonèmes consonantiques et vocaliques du yintale.

### Voyelles
|            | Antérieure | Centrale | Postérieure non arrondie | Postérieure arrondie |
| ---------- | ---------- | -------- | ------------------------ | -------------------- |
| Fermée     | [i]        |          | [ɯ]                      | [u]                  |
| Mi-fermée  | [e]        |          | [ɤ]                      | [o]                  |
| Mi-ouverte | [ɛ]        | [ɜ]      |                          | [ɔ]                  |
| Ouverte    | [a]        |          |                          |                      |

### Consonnes
|              |              | Labiales | Labio-d. | Alvéolaires | Alvéolaires | Rétrofl. | Vélaires | Glottales |
| ------------ | ------------ | -------- | -------- | ----------- | ----------- | -------- | -------- | --------- |
| Centrales    | Palatales    | Labiales | Labio-d. |             |             | Rétrofl. | Vélaires | Glottales |
| Occlusives   | Sourdes      | [p]      |          | [t]         |             |          | [k]      | [ʔ]       |
| Occlusives   | Aspirées     | [pʰ]     |          | [tʰ]        |             |          | [kʰ]     |           |
| Occlusives   | Sonores      | [b]      |          | [d]         |             |          | [g]      |           |
| Fricatives   | Sourdes      |          |          |             | [s]         | [ʂ]      | [ x]     | [h]       |
| Fricatives   | Aspirées     |          |          | [sʰ]        |             |          |          |           |
| Fricatives   | Sonores      |          | [v]      |             | [ʝ]         |          |          |           |
| Affriquées   | Affriquées   |          |          |             | [ d͡ʒ]       |          |          |           |
| Nasales      | Nasales      | [m]      |          | [n]         |             |          | [ŋ]      |           |
| liquide      | liquide      |          |          | [l]         |             |          |          |           |
| Semi-voyelle | Semi-voyelle | [w]      |          |             | [ j]        |          |          |           |

### Tons
Le yintale est une langue tonale qui possède cinq tons, haut [˥], moyen [˧], bas [˩],  descendant [˩˥] et montant [˥˩].

## Source
- (en) Myar Doo Myar Reh, 2004, A Phonological Comparison of Selected Karenic Language Varieties of Kayah State, thèse, Payap University.